# Brycinus sadleri
Brycinus sadleri é uma espécie de peixe da família Alestidae.
Pode ser encontrada nos seguintes países: Burundi, Quénia e Uganda.
Os seus habitats naturais são: rios e lagos de água doce.
Está ameaçada por perda de habitat.